# Oberweid
Oberweid è un comune di 488 abitanti della Turingia, in Germania.
Appartiene al circondario (Landkreis) di Smalcalda-Meiningen (targa SM) ed è parte della comunità amministrativa (Verwaltungsgemeinschaft) di Hohe Rhön.

### Esplicative
1. ↑  Letteralmente: «Weid di sopra», in contrapposizione alla vicina Unterweid – «Weid di sotto».

### Bibliografiche
1. 1 2  Ente statistico della Turingia - Dati sulla popolazione